# Cathédrale orthodoxe de l'Assomption de Vilnius
Cette  cathédrale n’est pas la seule cathédrale de l'Assomption.
La cathédrale de l'Assomption (Кафедральный собор во имя Успения Пречистой Божией Матери) est la cathédrale orthodoxe de Vilnius. Elle est située sur la colline de la vieille ville dominant la Vilnia à proximité de l'église catholique Sainte-Anne, de l'église Saint-Michel et de l'église catholique Saint-François, dite des Bernardins, rue Maironio.

## Histoire

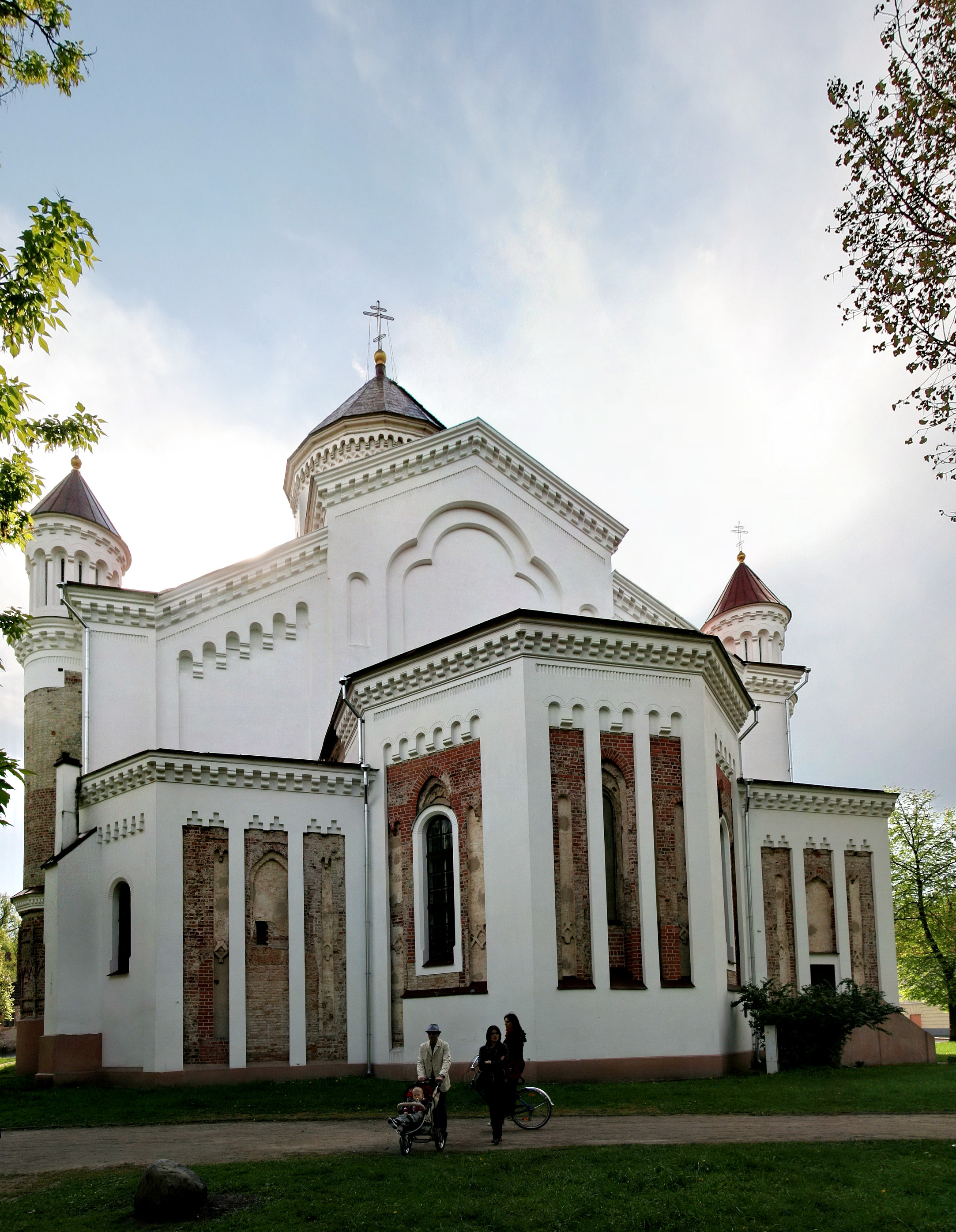
Vue arrière

Une première église a été construite par des architectes kiévains en 1346 sous le règne du grand-duc de Lituanie Olgierd. Cinquante ans plus tard en 1495, c'est dans cette église qu'a eu lieu le mariage d'Hélène Ioanovna, fille d'Ivan III de Russie avec le grand-duc Alexandre Ier Jagellon, célébré par saint Macaire, martyrisé plus tard par les Tatars. La grande-duchesse Hélène a été inhumée dans la cathédrale en 1513. Le pays se convertit ensuite au catholicisme et l'église est alors protégée par les princes Ostrogski, puis passe à l'uniatisme en 1609 et est reconstruite. La ville fait alors partie de l'union polono-lituanienne.
La cathédrale est abandonnée en 1748 après un incendie qui la ravage. Elle est reconstruite dans le style baroque en 1785. Après le troisième partage de la Pologne, la ville fait partie de l'Empire russe. La cathédrale est vendue à l'université de Vilna (ancien nom officiel de Vilnius) et l'architecte germano-balte Michael Schulz la reconstruit dans un style néo-classique pour servir de salle anatomique, avec un auditorium et une bibliothèque. À partir des années 1840, l'édifice sert de salle d'archives, avec des commerces, une forge et des appartements…
C'est après les insurrections polonaises de 1863 que la destination du bâtiment va retrouver son origine, lorsque le général Mouraviov-Vilensky décide de la rendre au culte, pour accueillir les services religieux en mémoire des soldats et officiers russes. L'église est restaurée entre 1865 et 1868 par les architectes Rezanov et Tchaguine dans un style néo-médiéval et elle est consacrée à l'automne 1868. Une immense iconostase avec des saints orthodoxes, dont l'histoire est liée aux régions occidentales de l'Empire, est commandé à l'académicien Ivan Troutniov, fondateur de l'Académie d'art de Vilna.
L'archevêque Tikhon, futur patriarche de Moscou et canonisé par l'Église orthodoxe, est sacré archevêque orthodoxe de Vilna en décembre 1913, mais lorsque la région est occupée par l'armée allemande en 1915, beaucoup d'officiels et de membres du clergé russe s'enfuient à l'arrivée de l'ennemi. Mgr Tikhon reste puis part pour Moscou où il est sacré en 1917. La ville est occupée par les Allemands jusqu'en 1918, lorsque des mouvements indépendantistes lituaniens signent en février l'acte d'indépendance sous la protection des Allemands. Ceux-ci quittent la ville le 31 décembre 1918. C'est le début de la guerre civile entre Polonais et Lituaniens favorables à la révolution bolchévique. Après la révolution russe, de nombreux réfugiés blancs de l'ancien empire viennent gonfler les effectifs des paroissiens de cette cathédrale orthodoxe d'une ville devenue capitale éphémère de la petite république de Lituanie centrale dépendant de la Pologne pour y être finalement rattachée en 1922. Wilno de nouveau polonaise continue son destin entre les deux guerres avec une minorité russe discrète qui s'efforce de conserver les traditions orthodoxes, reniées par leur ancienne patrie, devenue l'URSS.
La cathédrale est endommagée pendant les attaques allemandes sur le Front de l'Est après l'opération Barbarossa et Vilnius connaît des heures sombres entre soviétiques en 1940, puis Allemands qui l'occupent jusqu'en 1943. La Wehrmacht est chassée par l'Armée rouge en 1943, mais les soviétiques décident de laisser la cathédrale ouverte au culte. Les paroissiens ne sont que moins de 500 en 1946. Les autorités restaurent la cathédrale en 1948, lorsque la paroisse est officiellement enregistrée. Elle est ensuite restaurée en 1957 et 1980.
Après l'indépendance de la Lituanie, la cathédrale est restaurée en 1998. Les paroissiens qui la fréquentent sont des descendants de Russes et de Biélorusses.
Tous les ans, un festival de musique chorale religieuse russe a lieu à la cathédrale. Le XIe festival international s'est tenu en juin 2009.